# Piota
Il Piota è un torrente del Piemonte lungo 32 km che scorre interamente nella Provincia di Alessandria.

## Percorso

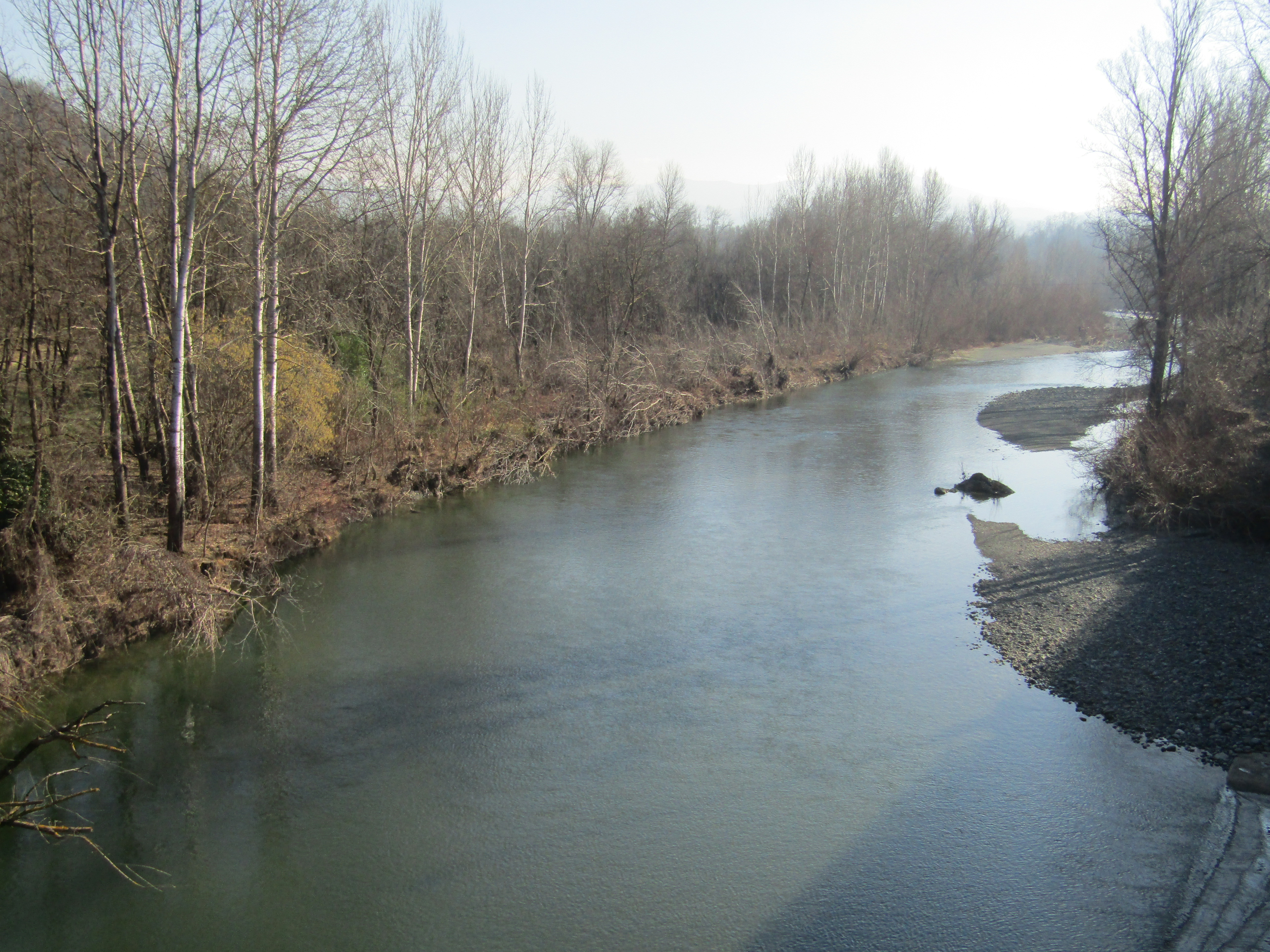
Il Piota nei pressi della confluenza nell'Orba

Il torrente nasce dal versante piemontese del monte Pracaban a 948 m d'altezza scavando poi il suo percorso tra i monti dell'Appennino Ligure in luoghi selvaggi che fanno parte del Parco Regionale delle Capanne di Marcarolo.
Attraversa i comuni (tutti in provincia di Alessandria) di Bosio, Casaleggio Boiro, Lerma, Tagliolo Monferrato, Rocca Grimalda e Silvano d'Orba; qui si getta nell'Orba, a un'altitudine di 196 m s.l.m.

## Pesca e utilizzi delle acque
Nel Piota viene pescata la trota e si possono trovare piccole pagliuzze d'oro.
Il torrente Piota, con le sue acque,  alimenta l'acquedotto "Madonna della Rocchetta" il quale serve un bacino di circa 6 000 abitanti residenti nei comuni di Castelletto d'Orba, Parodi Ligure, Montaldeo, Mornese e San Cristoforo. L'intera gestione è affidata ad un consorzio formato dai cinque comuni utilizzatori delle acque ad uso potabile.